# Мехеле, Брэндон
Брэ́ндон Ме́хеле (нидерл. Brandon Mechele; родился 28 января 1993 года в Бредене, Бельгия) — бельгийский футболист, защитник клуба «Брюгге». Выступал за сборную Бельгии.

## Клубная карьера

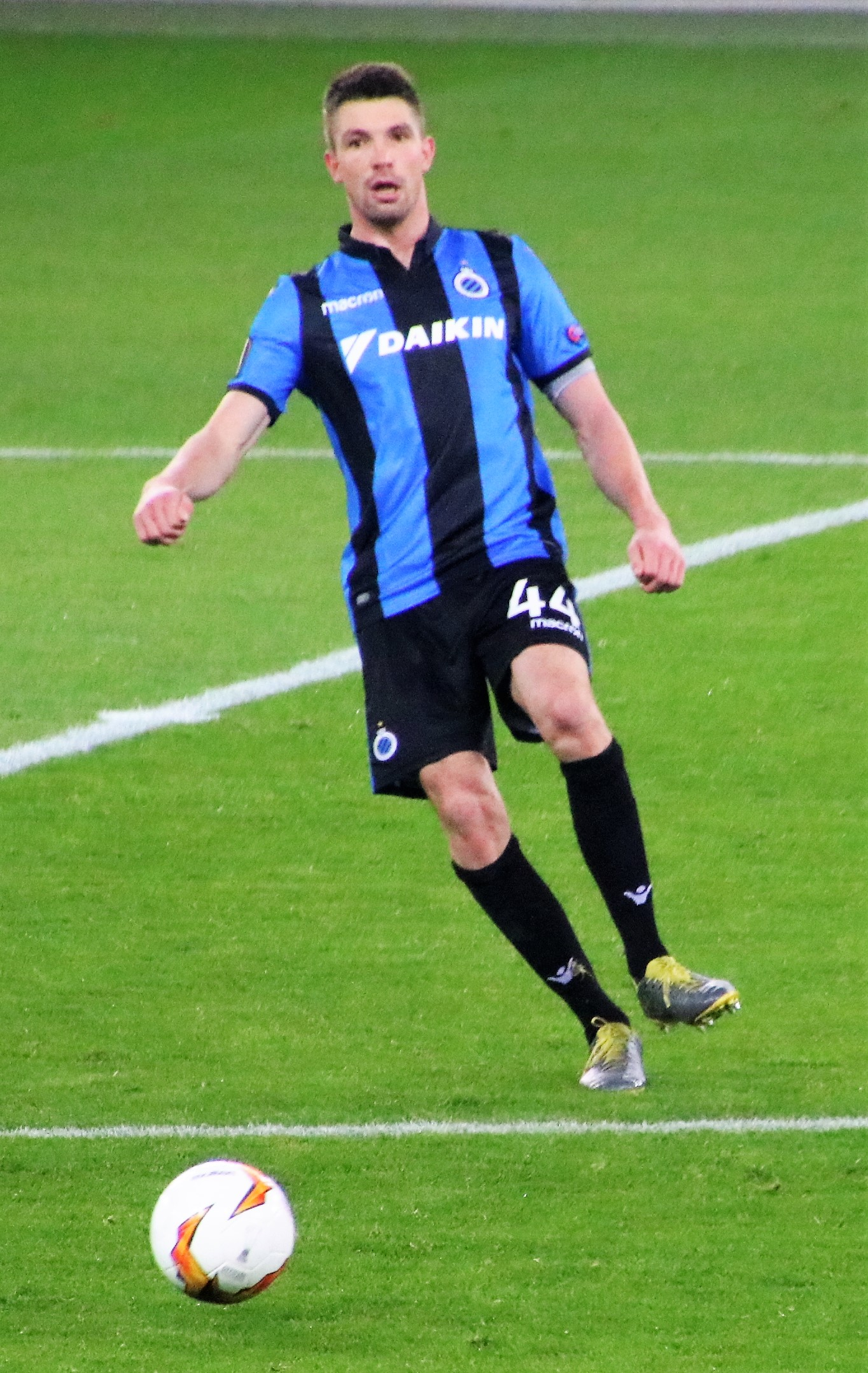
Мехеле в составе «Брюгге»

Мехеле — воспитанник клуба «Брюгге». 5 мая 2013 года в матче против «Локерена» он дебютировал в Жюпиле лиге. 7 декабря 2014 года в поединке против «Зюлте-Варегем» Брэндон забил свой первый гол за «Брюгге». 28 июля 2015 года Мехеле дебютировал в Лиге чемпионов УЕФА в матче против греческого «Панатинаикоса» (1:2) в квалификации 2015/16. В 2015 году он помог клубу завоевать Кубок Бельгии, а через год выиграть чемпионат.
В 2017 году Мехеле на правах аренды перешёл в «Сент-Трюйден». 22 января в матче против «Андерлехта» он дебютировал за новую команду. 28 января в поединке против «Остенде» Брэндон забил свой первый гол за «Сент-Трюйден». Летом того же года он вернулся в «Брюгге» и по окончании сезона во второй стал чемпионом Бельгии.
Перед стартом сезона 2018/2019 Мехеле во время тренировки получил травму мышц брюшного пресса.
5 февраля 2020 года Мехеле забил первый гол в ответном матче полуфинала Кубка Бельгии в ворота «Зюлте-Варегем». В середине апреля 2020 года он продлил контракт с «Брюгге» до конца сезона 2022/23.
5 декабря 2020 года Мехеле сыграл 250-й матч за «Брюгге» против «Сент-Трюйден». 18 февраля 2021 года Мехеле забил важнейший гол на выезде в матче Лиги Европы УЕФА в ворота киевского «Динамо», этот гол стал первым для игрока в Еврокубках.

## Международная карьера
Мехеле получил первый вызов в сборную Бельгии в октябре 2018 года. 13 октября 2019 года он дебютировал за сборную в отборочном матче Евро-2020 против Казахстана. Он заменил Томаса Вермалена в добавленное время.

## Достижения
Командные
 «Брюгге»
- Чемпионат Бельгии по футболу (6) — 2015/16, 2017/18, 2019/20, 2020/21, 2021/22, 2023/24
- Обладатель кубка Бельгии (2) — 2014/15, 2024/25
- Обладатель Суперкубка Бельгии (4) — 2016, 2018, 2021, 2022